# Цифровое телевидение
Цифрово́е телеви́дение (англ. Digital Television, DTV) — технология передачи телевизионного изображения и звука при помощи кодирования видеосигнала и сигнала звука с использованием цифровых сигналов. Основой современного цифрового телевидения является стандарт сжатия данных MPEG.
Под цифровым телевидением в СМИ и разговорной речи обычно подразумевают цифровое наземное эфирное телевещание. Однако цифровые технологии также применяются и в других видах телевидения, например, в спутниковом, где полный переход с аналоговых технологий на цифровые произошёл гораздо раньше.

## История развития
Историю развития цифрового телевидения можно условно разбить на несколько этапов, каждый из которых характеризуется научно-исследовательскими и опытно-конструкторскими работами, экспериментальными устройствами и системами, а также соответствующими стандартами.

### Первый этап
Первый этап истории цифрового телевидения характеризуется использованием цифровой техники в отдельных частях ТВ-систем при сохранении аналоговых каналов связи. На данном этапе всё студийное оборудование переводится на цифровой сигнал, обработку и хранение которого, в пределах телецентра, осуществляют цифровыми средствами. На выходе из телецентра телевизионный сигнал преобразуется в аналоговую форму и передаётся по обычным каналам связи.
Также, на данном этапе характерно введение цифровых блоков в ТВ-приёмники с целью повышения качества изображения и звука, а также расширения функциональных возможностей. Примером таких блоков являются цифровые фильтры, устройства перехода от чересстрочной к квазипрогрессивной развёртке, повышение частоты полей до 100 Гц, реализация функций «стоп-кадр» и «кадр в кадре» и т. д.

### Второй этап
Второй этап развития цифрового телевидения — создание гибридных аналого-цифровых ТВ-систем с параметрами, отличающимися от принятых в обычных стандартах телевидения. Можно выделить два основных направления изменения телевизионного стандарта: переход от одновременной передачи яркостного и цветоразностных сигналов к последовательной их передаче и увеличение количества строк в кадре и элементов изображения в строке. Реализация второго направления связана с необходимостью сжатия спектра ТВ-сигналов для обеспечения возможности их передачи по каналам связи с приемлемой полосой частот.
Примеры гибридных ТВ систем:
- Японская система телевидения высокой чёткости MUSE
- Западноевропейские системы семейства MAC

В передающей и приёмной частях этих систем сигналы передаются в аналоговой форме. Системы MUSE и HD-MAC имеют формат 16:9, количество строк в кадре 1125 и 1250, частоту кадров 30 и 25 Гц, соответственно.

### Третий этап
Третий этап развития цифрового телевидения — создание полностью цифровых телевизионных систем.
После появления аналого-цифровых систем телевидения высокой чёткости в Японии и Европе (MUSE и HD-MAC), в США в 1987 году был объявлен конкурс на лучший проект системы телевидения высокого разрешения для утверждения в качестве национального стандарта. В первые годы на этот конкурс были выдвинуты различные аналоговые системы. Вышеупомянутые гибридные телевизионные системы, предусматривающие передачу сигнала только по спутниковым каналам, вскоре были сняты с рассмотрения. Это объяснялось тем, что в США около 1400 компаний осуществляют наземное вещание, и очень широко развита сеть кабельного вещания.
Рассматривались даже проекты аналоговых систем, предусматривавших передачу по одному стандартному каналу двух сигналов — обычного ТВ-сигнала и дополнительного, который в приёмнике с соответствующим декодером позволяет получить изображение с бо́льшим количеством строк и элементов разложения в строке.
Но уже в 1990 году появились первые предложения полностью цифровых систем телевидения. С каждым годом возрастало количество таких проектов и улучшались их характеристики. В начале 1993 года последние аналоговые системы окончательно были сняты с рассмотрения. А в мае 1993 года 4 группы компаний, представлявших близкие по существу проекты, объединились и в дальнейшем представляли единый проект, который и стал основой стандарта полностью цифровой телевизионной системы в США. Основой этого проекта стал тогда ещё не утверждённый стандарт MPEG-2.
Цифровое телевидение высокой чёткости стало возможным благодаря появлению в первой половине 1990-х годов первых цифровых стандартов, учитывавших возможность цифрового вещания как в стандартном разрешении, так и в формате высокой чёткости. В августе 1993 года был окончательно сформирован первый стандарт сжатия цифрового видео — MPEG-1 (в дальнейшем от него отказались из-за многочисленных недостатков в пользу MPEG-2 и MPEG-4). Первой публичной HD-трансляцией в цифровом формате считается телетрансляция, состоявшаяся 23 июля 1996 года со станции телекомпании WRAL-ТV в городе Роли (Северная Каролина), принадлежащей тогда телесети CBS.
- В Европе в 1993 году, когда стало ясно, что за цифровыми телевизионными системами будущее, был принят проект DVB (Digital Video Broadcasting — цифровое видео вещание), также основанный на MPEG-2. В настоящее время системы цифрового телевидения быстро развиваются во многих странах. При этом в первую очередь решается задача значительного увеличения количества передаваемых программ телевидения обычного разрешения, так как это даёт быстрый коммерческий эффект.

Во многих странах в начале XXI века начался переход с аналогового телевизионного вещания к цифровому телевидению. Во многих странах он уже завершён.
- 1 июня 1999 года 11-я исследовательская комиссия Международного союза электросвязи приняла рекомендацию ITU-R ВТ.709-3, окончательно зафиксировавшую цифровой стандарт телевидения высокой чёткости. В Японии современное цифровое HD-вещание в стандарте ISDB-T началось 1 декабря 2003 года в Токио, Осаке и Нагое. К октябрю 2007 года в Японии было продано 27 млн цифровых HD-приёмников.
- Первой публичной HD-трансляцией в Европе считается запуск 1 января 2004 года HD-телеканала Euro1080. Первой программой стал традиционный новогодний концерт Венского филармонического оркестра.
- В ноябре 2005 года NHK впервые продемонстрировала прямую трансляцию программы UHDTV на расстояние 260 км по волоконно-оптической линии связи с использованием спектрального уплотнения каналов DWDM.
- В 2007 году SMPTE утвердило «Стандарт 2036» для UHDTV. Было определено два уровня для UHDTV, которые называются UHDTV1 (3840×2160 или 4K UHDTV) и UHDTV2 (7680×4320 или 8K UHDTV). До 2011 года в UHDTV допускались кадровые частоты 24, 25, 50 и 60 кадров в секунду.
- Во время летних Олимпийских игр 2012 в Великобритании стандарт был публично продемонстрирован крупнейшей телекомпанией мира BBC, которая установила 15-метровые экраны в Лондоне, Глазго и Брадфорде, чтобы позволить зрителям оценить уникальное зрелище игр в сверхвысокой чёткости.

22 августа 2012 года корпорация LG анонсировала первый в мире 3D-телевизор с поддержкой системы 4K UHDTV.
- 9 апреля 2013 года спутниковым оператором SES была запущена первая UHDTV трансляция со спутника «Астра» 19,2° в. д.

27 июня 2013 года спутниковый оператор «Триколор ТВ» впервые в России осуществил публичную спутниковую телевизионную трансляцию в формате 4K UHDTV.
- 22 октября 2014 года «Триколор ТВ» запустил первый в России телеканал в формате Ultra HD * 4K.
- В начале августа 2016 года началось тестовое вещание в формате Ultra HD, DVB-T2 (кодек H.265) с Останкинской телебашни (Москва) на 58-м телевизионном канале.
- 15 ноября 2018 года Правительство Российской Федерации на заседании приняло решение о поэтапном переходе на цифровой формат телевещания. Окончательный переход от аналогового на цифровой формат будет поэтапным. Он начался 3 декабря 2018 года и продлился до 14 октября 2019 года.

## Стандарты

Карта распространения стандартов цифрового телевидения в мире

Международные стандарты цифрового телевидения принимаются в первую очередь Международной организацией по стандартизации (ISO), объединяющей национальные комитеты по стандартизации более 100 стран мира. В составе этой организации формируются группы, занимающиеся проблемами и стандартизацией отдельных отраслей техники. Одной из групп, занимающейся стандартами цифрового вещания, является группа MPEG (Moving Picture Expert Group).
Другой организацией, играющей значительную роль в стандартизации, является Международный союз электросвязи (ITU). Организация выпускает рекомендации, которые в дальнейшем могут быть преобразованы в международные или в национальные стандарты решениями национальных органов стандартизации.
В настоящее время существуют следующие основные стандарты:
- DVB-T — европейский стандарт цифрового телевидения;
- ATSC — американский стандарт цифрового телевидения;
- ISDB — японский стандарт цифрового телевидения;
- DTMB — китайский стандарт цифрового телевидения.

## Способы передачи
- Эфирное наземное телевидение — DVB-T и DVB-T2
- Спутниковое телевидение
- Кабельное телевидение

## Преимущества и недостатки
Преимущества
по сравнению с аналоговым телевидением:
- Повышение помехоустойчивости трактов передачи и записи телевизионных сигналов и, как следствие, повышение качества изображения и звука в ТВ-приёмниках.
- Уменьшение мощности передатчиков.
- Существенное увеличение числа ТВ-программ, передаваемых в том же частотном диапазоне за счёт применения алгоритмов сжатия.
- Создание ТВ-систем с новыми стандартами разложения изображения (телевидение высокой чёткости).
- Создание интерактивных ТВ-систем, при пользовании которыми зритель получает возможность воздействовать на передаваемую программу (например, видео по запросу).
- Функция «В начало передачи».
- Архив ТВ-передач и запись ТВ-передач.
- Передача в ТВ-сигнале различной дополнительной информации — EPG (электронная телепрограмма).
- Возможность переключения между несколькими дорожками звукового сопровождения (более обычных двух) и субтитрами на разных языках.
- Расширение функциональных возможностей студийной аппаратуры.
- Возможность добавления в мультиплексы радио.

Недостатки
- Замирания и рассыпания картинки на отдельные квадратные группы одноцветных пикселей при недостаточном уровне принимаемого сигнала, данные либо принимаются достаточно качественно для работы встроенных алгоритмов восстановления и видна вся картинка, либо принимаются плохо с невозможностью восстановления.
- Практически полное замирание сигнала в грозу.
- Передатчик даже с мощностью 10 кВт и высотой подвеса передающей антенны 350 м обеспечивает уверенный приём на расстоянии 50 км, а вследствие этого — необходимость в большем, нежели при аналоговом ТВ, количестве передающих центров.

## Кодирование (декодирование) и приём цифрового сигнала

### Кодирование (декодирование) и приём телевизионных мультиплексов
Цифровой сигнал телевизионных мультиплексов может быть как незакодированным, открытым (бесплатным), так и закодированным, закрытым (платным) с использованием системы условного доступа, с применением смарт-карт и CAM-модулей. Для декодирования и приёма закодированных, закрытых (платных) мультиплексов (телеканалов) нужно вставить смарт-карту в CAM-модуль, который вставляется в CI-слот телевизора, ресивера (тв-приставки) или компьютера со встроенными декодерами цифрового телевидения.

### Кодирование (декодирование) и приём интерактивных сервисов и услуг
Кодирование цифрового сигнала с использованием системы условного доступа применяется для всех интерактивных сервисов и услуг например, видео по запросу. Кодирование интерактивных сигналов необходимо для индивидуальной доставки каждому потребителю выбранных интерактивных сервисов и услуг, а также для защиты цифрового медиаконтента. Для декодирования и приёма интерактивных сервисов и услуг нужно, чтобы телевизор, ресивер (тв-приставка) или компьютер со встроенными декодерами имели интерактивный интерфейс и CI-слот для установки CAM-модуля, в который вставляется смарт-карта для декодирования и приёма интерактивных сервисов и услуг.

## Распространение
Цифровое телевидение ныне вещает в большинстве стран мира на всех континентах.

### Европейский союз
Великобритания в 1998 году стала первой страной в Западной Европе, которая ввела цифровое телевидение.
28 октября 2012 г. произошёл полный переход (с отключением передатчиков аналогового сигнала) на цифровое эфирное телевидение DVB-T2 в Англии и Литве.

### СНГ
Россия
Коллегия Министерства связи в декабре 1999 года приняла документ «Стратегия перехода от аналогового к цифровому телевизионному вещанию в России», а в мае 2004 года было подписано распоряжение Правительства РФ о переходе до 2015 года на цифровое эфирное телевещание в стандарте DVB-T.
В 2008 году в страну стали завозить телевизоры с поддержкой DVB-T. На тот момент все встроенные ресиверы поддерживали только MPEG-2. Однако в тестовой эксплуатации вещание DVB-T осуществляется в формате MPEG-4. Поэтому телевизор находит канал и воспроизводит звук, но изображения нет. Для решения данной проблемы рекламировались так называемые CAM-модули, аппаратно перекодирующие входящий поток из MPEG-4 в MPEG-2, однако проведённые тесты CAM-модулей на примере DVB-T HD-вещания Останкино показывают, что ни один из таких модулей не обеспечивает гарантированный и беспроблемный приём каналов DVB-T.
С 2010 года «Российская телевизионная и радиовещательная сеть» (РТРС) начала в России строительство сети эфирного наземного цифрового телевидения в стандарте DVB-T, первые цифровые передатчики были запущены на Дальнем Востоке России. Ситуацию изменило распоряжение Правительства РФ № 287-р от 3 марта 2012 года «План использования полос радиочастот в рамках развития перспективных радиотехнологий в Российской Федерации», внёсшее изменение о переносе планируемого срока начала предоставления услуг в стандарте DVB-T2 с 2015 на 2012 год. В соответствии с ним с 19 марта 2012 года тестовое цифровое эфирное телевещание в России (в том числе на 30-м телеканале в Москве и на 35-м телеканале в Санкт-Петербурге) переведено на новый стандарт DVB-T2. Однако 24 марта 2012 года в Москве РТРС возобновила вещание первого мультиплекса (РТРС-1) в стандарте DVB-T на 34-м телеканале с Останкинской телебашни. В России работают несколько частных компаний, которые предоставляют платные услуги цифрового эфирного телевидения в стандарте DVB-T, например в Екатеринбурге компания «Цифровое телевидение».
Российская сеть цифрового эфирного вещания состоит из 20 бесплатных каналов, но ещё в феврале 2010 года в первом мультиплексе заработали только 9 из них. Это произошло в одном из сёл Хабаровского края, после успешных полугодовых испытаний сети DVB-T в Курской области.
Строительство сети потребует инвестиций в 127 млрд руб. Время запуска сети по регионам страны «скорректировано нынешней экономической ситуацией». С 2010 до 2012 года вещание производилось в стандарте DVB-T. С 2012 года цифровое эфирное телевещание ведется только в стандарте DVB-T2. 24 октября 2016 года министр связи и массовых коммуникаций России Николай Никифоров заявил, что аналоговое телевидение будет отключено в стране в июне 2018 года. 3 декабря 2018 года было отключено аналоговое телевидение в Тверской области. Однако аналоговое вещание стали отключать только в 2019 году (это произошло в четыре этапа — 11 февраля, 15 апреля, 3 июня и 14 октября.) После отключения аналогового вещания была окончательно сформирована сеть цифрового эфирного вещания, состоящая из 20 телеканалов и трёх радиоканалов.
Региональный телеканал на 21-й кнопке есть в 85 из 89 субъектов Российской Федерации; тем не менее, в Республике Алтай, Камчатском крае, Чукотском АО и Запорожской области обязательного общедоступного телеканала на 21-й кнопке нет.
Муниципальный телеканал на 22-й кнопке есть более чем в 91 российском городе (Абакан, Амурск, Ангарск, Артём, Астрахань, Барнаул, Белгород, Березники, Бийск, Благовещенск, Братск, Богданович, Бузулук, Владивосток, Владимир, Волгоград, Волгодонск, Воронеж, Брянск, Дзержинск, Димитровград, Донецк, Златоуст, Евпатория, Екатеринбург, Елец, Зеленогорск, Ижевск, Иркутск, Казань, Калининград, Каменск-Уральский, Кемерово, Керчь, Комсомольск-на-Амуре, Кострома, Краснодар, Красноярск, Краснокаменск, Курск, Липецк, Магнитогорск, Махачкала, Мелитополь, Миасс, Москва, Московская область, Мурманск, Муром, Нижний Новгород, Нижний Тагил, Новокузнецк, Новокуйбышевск, Новороссийск, Новосибирск, Обнинск, Омск, Оренбург, Орск, Пенза, Первоуральск, Пермь, Петропавловск-Камчатский, Прокопьевск, Ростов-на-Дону, Рязань, Самара, Саратов, Симферополь, Севастополь, Сочи, Ставрополь, Старый Оскол, Сызрань, Сыктывкар, Таганрог, Тверь, Тобольск, Тольятти, Тула, Тюмень, Ульяновск, Улан-Удэ, Уссурийск, Уфа, Феодосия, Фокино, Хабаровск, Чебоксары, Челябинск, Череповец, Шадринск, Якутск, Ялта, Ярославль.)
Но этого самого «муниципального 22-го канала» по-прежнему нет в 57 городах России (в Анадыре, Арзамасе, Армавире,  Архангельске, Ачинске, Балаково, Батайске, Белово, Бердске, Биробиджане, Великом Новгороде, Владикавказе, Волжском, Вологде, Гатчино, Геническе, Горно-Алтайске, Грозном, Дербенте, Ессентуках, Железногорске, Иваново, Йошкар-Оле, Калуге, Камышине, Каспийске, Кирове, Кисловодске, Коврове, Копейске, Кургане, Кызыле, Кыштыме, Лангепасе, Луганске, Майкопе, Магадане, Магасе, Михайловске, Мурино, Набережных Челнах, Назрани, Нальчике, Нарьян-Маре, Находке, Невинномысске, Нефтекамске, Нефтеюганске, Нижневартовске, Нижнекамске, Новомосковске, Новом Уренгое, Новочебоксарске, Новочеркасске, Новошахтинске, Норильске, Ноябрьске, Орле, Октябрьском, Петрозаводске, Покачах, Пскове, Пятигорске, Рубцовске, Салавате, Салехарде, Санкт-Петербурге, Саранске, Сарове, Северодвинске, Северске, Смоленске, Стерлитамаке, Сургуте, Тамбове, Томске, Урае, Ухте, Ханты-Мансийске, Хасавюрте, Черкесске, Чите, Шахтах, Элисте, Энгельсе и Южно-Сахалинске.)
Ныне у ВГТРК есть три окружных телеканала: «Восток 24», «Кавказ 24», «Сибирь 24»; а также остальными обязательными общедоступными региональными телеканалами у неё являются: «Алания 24», «Алтайский край 24», «Арктика 24», «Башкортостан 24», «Волгоград 24», «Вторая Садовая», «Вятка 24», «Запад 24», «Лотос 24 Астрахань», «Нижний Новгород 24», «Регион Сибирь 24», «Самара 24», «Челябинск 24».
Украина
На Украине наземное цифровое вещание в стандарте DVB-T (пакет из 10 телепрограмм) началось в тестовом режиме c сентября 2008 года по 74 зоне одночастотного синхронного вещания в Одесской области (7 телевизионных передающих средств работающих на одном телевизионном канале), а с 16 марта 2009 года постоянное вещание уже обеспечивалось по двум зонам одночастотного синхронного вещания Одесской области. С 1 апреля 2009 года вещание осуществлялось в Киеве, Житомирской, Киевской и Одесской областях. В мае 2009 г. Национальный совет Украины по вопросам телевидения и радиовещания утвердил План мер по введению цифрового телерадиовещания на Украине, подготовленный Министерством транспорта и связи. Правительственная программа развития цифрового ТВ была утверждена постановлением Кабинета министров Украины от 26 ноября 2008 года № 1085 «Об утверждении Государственной программы внедрения цифрового телерадиовещания».
Строительством национальной сети цифрового телевидения занимается ООО «Зеонбуд». В общей сложности сейчас могло бы быть вещание семи мультиплексов; но из них четвёртый и шестой ныне не существуют; а седьмой есть лишь в Киеве и состоит из двух частей. По состоянию на январь 2012 года велось вещание в тестовом режиме (в стандарте DVB-T2). Всего на Украине 98 собственных телевизионных каналов: Перший, 1+1, ICTV, НТН, СТБ, ТЕТ, Рада, Еспресо, Интер, Мы — Украина, Мы - Украина+, Новогодний.TV, ICTV 2, FREEDOM, ZOOM, 1+1 Марафон, 1+1 Украина, 2+2, 2+2 Марафон, Армия ТВ, ФРОНТ, Бигуди, Enter-фильм, Квартал ТВ, Мега, Новый канал, Перший автомобильный, Оце, Плюс Плюс, Рибалка, Фауна; развлекательные: К1, К2, М1, М2; информационные: 24, 5-й канал, Прямой, 4 канал, 100% News, Конкурент TV, ТАК-TV; SKRYPIN.UA, религиозные: Гlas, TBN Украина, Возрождение, Надежда, Новый Христианский; Апостроф TV HD, Караван TV, Натали, ATR HD, Eco TV, Genuine TV, Provence, Sonata TV, Розпакуй ТБ HD, 8 канал, Телевсесвет, образовательный: English Club TV; детские: Малятко TV, Пiксель TV, NIKI KIDS, NIKI JUNIOR, Lale, Lale HD, Spacetoon 2, Baby TV, CINE+ Kids; Тюсо HD, MiLady, Суспильне: Культура HD, УНИАН (включая 73 региональные телекомпании — киевские: Киев TV, Взгляд Киевщины, ПравдаТУТ Белая Церковь, ПравдаТУТ Киев; Авис, Академ-TV, БИК, Бужнет ТВ, Викка; винницкие: Винничина, Вита ТВ, ВДТ 6, Иштар, 5 канал, Премьер; Детинец, Думская TV, Здоровье, Ильдана, 12 канал, 33 канал, 35 канал, 402 канал, ИРТ, ОТV Галичина, Март, Град, днепропетровские: Днепр TV; Другой, МедиаИнформ, Мисто ТВ, МТРК Город, Надия, Орбита, РАИ, ровенские: Ровно-1; Рух TV, ITV, TVA, TV-4, TV7+, C4, СК1, закарпатские: 21 Ужгород; D1, MS, Nobel TV, одесские: ATV, Odessa Int., Plus, полтавские: Poltavske TV; харьковские: А/ТВК, Simon, S-TET, 7 канал; Первый западный, Первый городской, львовские: НТА, ПравдаТУТ Львов; ПравдаТУТ Нежин, Репортёр, Седьмой канал, Сфера ТВ, Третий цифровой, Центральный, черниговские: Новый Чернигов; черновицкие: Черновецкий луч; Эксклюзив, Южная волна.)

Тем не менее, за весь период с 1993 по 2025 годы прекратили своё существование 155 украинских телеканалов различных категорий (среди них были региональные - запорожские: Алекс, Запорожье, МТМ24, TV5 Запорожье, ТРК Юг; киевские: Мегапол, ЮТАР, НАРТ, НТУ, КТМ, Заграва, Типичный Киев, IVK, TV-Табачук, Гравис-7, Гравис-35, Первый Киевский, Ciтi, Maxxi, Сатурн, КРТ, Академия, Купол; кропивницкие: Кировоградская ОГТРК, Стимул, TTV; крымские: Черноморская ТРК, Бриз, Крым, Жиса; днепропетровские: 9 канал, 11 канал, 23 канал, 34 канал ТСД; донецкие: Донбасс, ДоТБ, Донеччина TV, 7x7; львовские: 12 канал, Люкс; луцкие: Аверс, Новая Волынь, Полесье ТВ; одесские: АТВ Одесса, А1 Одесса; GTV Одесса, ТВ-1 Одесса, Odesa Live; черновицкие: НБМ, ТВА, ТРК Черновцы; хмельницкие: Подолье Центр, 33 канал; и прочие: УТ-2, УТ-3, Эра, Tonis, Экспресс-информ, Рутения, ALEX.TV; детские: Моя Дитина, Disney Channel; киноканалы: Enter, Sony Channel, Sony SciFi, Sony Turbo, Comedy Central, Кiно, Кiноточка, FilmUAction; развлекательные: Goldberry, Smash!TV, Design TV, Viasat Promo, ОЕ, People TV, R-TV, Star TV, Меню ТВ, Тур-Бюро, HD 2, Поверхность+Инфо, Свит, ТVоя недвижимость, SCI, Ukrainian Fashion, Визит, КiКо, 2Т, Z-TV; информационные: Jewish News One, Ukraine News One, Погода ТБ, Euronews Украина, Ukraine Today, Новини, Xtra TV Инфоканал, NewsOne, UKRAINE TODAY; Real Estate TV, UBR, UA:Первый Ukraine, Бабай ТБ, Гумор ТБ, Gamma, Iсторiя ЕМ, 3STV, Планета, Репетитор ТВ, Pro Все; телемагазины: Shopping TV, TV Sale; Новый дом, ТВ-Сфера, Ескулап TV, Iндиго, НЛО TV, Сигма, Добро TV, Скиф, OFC, RTi, Страна Советов, БТБ, УТР, 2 канал, peopleair.tv, NLO TV 1, Rabinovich TV, Shakhtar.TV, Spike, UKRlive, АРТ, Винтаж ТВ, КРТ, РТМ, STV, UA:Перший Satellite, Boutique TV, Hromadske, Live; музыкальные: A-One Украина, Biz TV, Enter Music, O-TV Music, MTV Украина, Music Box UA, Music HD;  Spike, Украина 24 International, QTV, UBC, ТVi, TV-4, ZIK, 112, ВТВ ПЛЮС, НАШ, Перший Дiловий, Перший незалежний, Право TV, Социальная страна, 4 канал, 34 канал; спортивные: ФУТБОЛ 1, ФУТБОЛ 2, ФУТБОЛ 3, Мегаспорт, Хокей, Спорт 3, Спорт 4, Спорт HD, FirstSport Ukraine; ЧП.Инфо, Украина, Украина 24, NLO TV 1, GMC Украина, Ukraine 1, Ukraine 2.) 8 каналов (Dонбасс Online, ТВ-Бердянск, En TV, KRATU, Iрта, ЧП.инфо, Юг, ЯТБ) прекратили своё вещание временно. Есть и международные каналы (ДIМ, Интер+, Спорт 1 International, 1+1 International, ICTV Ukraine, FREEДОМ, UATV, NLO TV 2, Sport 1 Baltic, Sport 2 Baltic);

Также на Украину вещает целый ряд зарубежных каналов (AMC, Animal Planet, Deutsche Welle, Discovery Channel, Discovery Science, BBC World News, CNN International, MTV Club, MTV Hits, MTV 00s, Nat Geo, Nat Geo Wild, Eurosport 1, Eurosport 2, Boomerang, ID, Nick, Nick HD, Nick Toons, Nick Jr., Cartoon Network, Paramount Comedy, TiJi, TLC, Travel Channel, Travel+Adventure, JimJam.) Кроме этого, ведущий украинский легальный сервис Интернет-телевидения — «OLL.TV» ныне недоступен. 1 сентября 2018 года украинское телевидение стало полностью цифровым.
Белоруссия
15 мая 2015 года страна перешла исключительно на цифровое вещание.
В Белоруссии с 1 июля 2005 года на 48-м телеканале с телемачты Колодищи под Минском была начата постоянная эфирная трансляция пакета телевизионных и радиовещательных программ в цифровом формате DVB-T.
Постановлением Совета Министров Республики Беларусь № 1406 от 08.12.2005 г. была утверждена «Государственная программа внедрения цифрового телевизионного радиовещания в Белоруссии до 2015 года».
Было организовано производство цифровых телевизионных приставок с поддержкой стандарта DVB-T и формата сжатия MPEG-4 AVC несколькими белорусскими производителями. Отладку системы передачи цифрового телевидения в Белоруссии осуществляет (на начало 2011 года) ОАО «Минские телевизионные информационные сети» (МТИС). Закуплена цифровая станция, множество антенн для приёма спутниковых цифровых телепрограмм.
В сентябре 2009 года «цифра» стала доступна во всех областных центрах республики. На начало 2011 года, при наличии телевизора со встроенными (STB) приёмниками, некоторые телеканалы можно просматривать в новом формате (тестовый режим)
По состоянию на 1 апреля 2011 года охват населения республики эфирным цифровым телевизионным вещанием составлял 94 %.
При этом сигнал к трансляции готовят в устаревшем «аналоге» и лишь в момент выхода в эфир его автоматически, «на лету», конвертируют в «цифру» (отсутствует EPG-сервис); электронный телегид будет запущен в 2013 г.
В состав белорусского цифрового мультиплекса входят восемь обязательных общедоступных телеканалов и один радиоканал. Мультиплекс транслируется в стандарте DVB-T. В будущем планируется трансляция телеканалов HD-качества.
На 1 января 2014 года охват населения составил 97,41 %, на 1 января 2015 года — 98,1 %, на 1 января 2016 года — 99,41 %.
15 мая 2015 года страна перешла исключительно на цифровое вещание, но по состоянию на июнь осталось несколько аналоговых передатчиков, вещающих только в диапазонах частот 1-5 ТВК, не подпадающих под международные соглашения. Учитывая праздничные и предпраздничные трансляций, в ведомстве приняли решение отключать аналоговые передатчики после Нового года, а не в последние дни 2015 г. С 4 января 2016 года было полностью прекращено аналоговое телевизионное вещание, отключены последние аналоговые телепередатчики и завершён полный переход на цифровое вещание. Насчитывается 26 белорусских каналов: Беларусь-1, Беларусь-2, Беларусь-3, Беларусь-4, Беларусь-5. Интернет, ОНТ, СТВ, Восьмой канал, РТР-Беларусь, НТВ-Беларусь, ТВ3-Беларусь, RU.TV Беларусь, Setanta Sports, БелМуз-ТВ, Звязда, Первый информационный, ЯСНАе ТV, +TV (также 50 местных: Беларусь 4 [брестское/витебское/гомельское/гродненское/могилёвское отделения], Арт-Видео, Бобруйск 360, Буг-ТВ, Варяг, Витебск, Гродно Плюс, ТВ БУГ, Лида-ТВ, МКТВ, Мозырь, Наш город+, Наше ТВ, ОДТВ, Окс-ТВ, Первый городской, Пинск, Поставы-ТВ, Саммит+ТВ, СВЕТ ТВ, Сити, СкиФ, Слуцк ТВ, Слоним-ТВ, СТК, ТВ2, ТВВУ, ТРК Гродно); в цифровые мультиплексы включены и российские каналы (БелРос, Мир, Top Secret и некоторые другие; а также «Первый национальный канал Белорусского радио»).
Белорусские каналы из списка ниже (ББК, БТ, ВТВ, ЛАД, Первый музыкальный, Первый национальный, ТБК, MTV Беларусь, TV RAY) прекратили своё существование. Также на территории Республики Беларусь прекратилось вещание следующих ниже  каналов (Бел TV, БСТ, Веста, Волковыск ТВ, ГТ, Дельта ТВ/48 канал, 2-й канал, 12 канал, 6ТВК Витебск, Квант Полоцк, КТВ Кобрин, Медиасеть ТВ, Минская медиасеть, Могилёв-1, МКТ, ММ4, НИРЭЯ, Орша TV, Рамос, Ранак, СолТЭК, Трианда, +TV Belviasat, CNN, Song TV, ZEE TV, MTV Россия, Paramount Comedy, Sony Channel, Sony Turbo, Sony Sci-Fi, MTV 80’s, MTV 90’s, MTV 00’s, MTV Live, Nick, Nick Jr., Nicktoons, Nick HD.)
В 2000 году блоки минской рекламы транслировались в Беларуси на российских каналах ОРТ и РТР. 
Канал «Беларусь 24» с 1 февраля 2005 года транслируется для белорусов, проживающих за пределами своей страны.
Молдавия
Доступно 9 каналов телевидения Молдовы: 6 частных (Global 24, Jurnal TV, N24, PRO TV Chisinau, TV8, TVR Moldova) и 3 общественных (Moldova 1 (SD/HD), Moldova 2 (SD/HD), и GRT.)
Также на молдавской территории вещают некоторые украинские и российские каналы: Kvartal TV INTERNATIONAL, FREEДОM, Настоящее время, Матч! Планета, Моя планета, Cartoon Network, O!, Карусель, CINEMA, RTVI, СТС. 
Двадцать пять каналов Республики Молдова — а это: Acasa, Accent TV, Euro TV, FAMILIA, Mega TV, Canal 2, Canal 3, CANAL 5, Realitatea TV, TV Dixi, TNT Bravo, TV6, TV7, ITV, NTV Moldova, Moldova TVI, NIT, Prime, Primul in Moldova, Publika TV, RIF-TV, REN Moldova, RTR Moldova, NTV Moldova, RU.TV Moldova — давно уже не существуют. Переход на «цифру» всех молдавских каналов закончился 3 мая 2022 года.
Грузия
1 июля 2015 года Грузия окончательно перешла на «цифру». Существует 60 каналов грузинского телевидения. Из них 26 являются общегрузинскими и вещают из Тбилиси (1TV, Государственное ТВ Грузии, Первый Кавказский, Рустави 2, Region TV, Real TV, Rugby TV, Setanta Georgia, Setanta Georgia+, Stereo 1, 1TV — Образование, 1 Entertainment Channel, Европа, Имеди, Кавкасия, Комеди архи, Марао, Маэстро, Мзе, Мтавари архи, Первый Кавказский, Палитра NEWS, Сакартвело, Сакартвелос Хма, ТВ Пирвели, Формула); а 34 остальных — сугубо региональные (Аджарское телевидение, Adjara Sport 1, Adjara Sport 2, Эра, 9 канал, АТВ-12, Боржоми, Парвана, 5 канал, 12 канал, Квемо-Картли, Марнеули, L-TV, TV1, Гурджаани, Танамгзаври, Твали, Арго, Имервизия, Зари, Мега ТВ, Риони, Самеба, 9 волна, Джиха, Колхети, Одиши, Самегрело, Эгриси, 25 канал, Гурия, Диа, Душети, Триалети.) На территории Грузии ведётся вещание ещё 19 каналов. Каналы «TV9», «Иберия» и «Sony Channel» были упразднены.
Армения
Армянское телевидение стало полностью цифровым 15 августа 2015 года. Насчитывается около 19 армянских каналов (Армения 1, Армения 2, Armenia TV, ABN, ATV, Еркир Медиа, Dar 21, Nor Hayastan TV, Нур ТВ, Кентрон, Шант, Шант Premium HD, Шант Kids HD, Шант Music HD, Шант News HD, Шант Serial HD, Шогокат, Song TV Armenia и т. д.); при этом в Ереване есть 3 мультиплекса цифрового телевидения, а за его пределами — лишь 1, в котором 9-й канал является каналом местного вещания.
Азербайджан
Существует 14 каналов азербайджанского телевидения (AzTV, Azad Azerbaycan TV, Ictimai TV, Medeniyyet TV, Idman TV, Kanal S, ARB, ARB 24, CBC, CBC Sport, MTV Azerbaijan, Space TV, Real TV, Xezer TV); с 20 декабря 2016 года они полностью перешли на цифровое вещание (вещают в трёх мультиплексах). Канал «AzTV2» существовал ранее.

### Прибалтика
Латвия
С 1 июня 2010 года в Латвии Латвийский государственный центр радио и телевидения (LVRTC) эфирное вещание ведёт только в цифровом формате MPEG-4 (DVB-T2). В настоящий момент в Латвийской Республике доступны 100 телеканалов.
Литва
30 октября 2012 года Литва перешла полностью на цифровое вещание (формат MPEG-4), отключив аналоговые передатчики. С тех пор все 86 каналов телевидения, которые есть в Литовской Республике, вещают только в цифровом формате.
Эстония
С 1 июля 2010 года в Эстонии также есть цифровое ТВ, доступны ETV, ETV2, ETV+, Kanal 2 по всей стране. В Эстонской Республике доступно 78 каналов телевидения.

### Средняя Азия
Казахстан
3 июля 2012 года в Казахстане официально запущена сеть цифрового эфирного телевещания в Астане, Алма-Ате, Караганде, Жезказгане и Жанаозене. В общей сложности сеть будет включать в себя 827 радиотелевизионных станций (РТС). Стандарт вещания — DVB-T2 с применением СУД Irdeto Cloaked CA. В Астане, Алма-Ате и областных центрах передаются два мультиплекса, эквивалентные 30 каналам SDTV, в остальных населённых пунктах — один мультиплекс из 15 телеканалов. До полного завершения строительства сети цифрового эфирного телевещания в 2015 г. национальный оператор многоканального телерадиовещания АО «Казтелерадио» должен обеспечить параллельную эксплуатацию существующей аналоговой сети вещания. Процесс цифровизации завершился к 2016 году. В Республике Казахстан на большинстве её территории принимается 2 мультиплекса цифрового телевидения (за исключением Алматы, Астаны и их окрестностей, где принимаются уже 3 мультиплекса.) Несмотря на это, 14-й слот отключён; а 28-й, 29-й и 30-й каналы являются региональными. В Казахстане насчитывается 59 собственных телеканалов (Qazaqstan, Balapan, QazSport, ABAI TV, Ел Арна, КТК, Мир, НТК, Первый канал Евразия, Седьмой канал, Turkistan, 31 канал, Туран ТВ, Хабар, 24KZ, Халык Арна, Almaty TV, Atameken Business Channel, Astana TV, Kazakh TV, Gakku TV, MuzLife, MuzZone, Talim TV, Jibek joly, Jastar 1) и региональные (Altai, Aqjayiq, Atyray, Aqtobe, Ertis, Kokshe, Mangystay, Saryarqa, Semei, Jambyl, Janaozen, Qostanai, Qyzyljar, Qyzylorda, Ontustik, Алау ТВ, Акцент, Арка дидары, Валента TВ, КСК, Новое телевидение, Первый Карагандинский, Пятый канал Караганда, Первый Северный, РИКА-ТВ, Рудный дауысы, РЦTV, МТРК Петропавловск, Твоё ТВ, ТВ-29, ТВС, ТДК-42, Жетiсу); меж тем, каналы «Алатау», «Азия+», «Асыл Арна», «Бiлiм», «Бiлiм жане Медениет», «Казахстан 2», «К+», «СТВ», «Alma Sport», «BRIDGE TV QAZAQSTAN», «ON TV», «SPORT 1», «Jastar», «JTV», «@1», «Tamasha TV», «Sony Channel», «Sony Turbo», «Sony Sci-Fi», «ZEE TV», «Медениет», «Пятый канал Атырау», «ОРТ КАЗАХСТАН», «Рупор» и "Хабар 24" уже давно прекратили существование, а полный переход на «цифру» случился 1 июля 2021 года.
Киргизия
С 2008 года вещание велось в стандарте DVB-T. В 2013 году стандарт DVB-T был признан устаревшим и в данное время цифровое эфирное вещание в Кыргызстане ведётся в стандарте DVB-T2. С 2015 года Киргизия полностью обеспечена цифровым телевидением. Обязательный пакет состоит из 21 телеканала (Первый общественный, Пятый канал, Ала-Тоо 24, Баластан, КТРК Спорт, Кыргыз ТВ, НТВ Кыргызстан, РЕН ТВ Кыргызстан, ТНТ Кыргызстан, НТС, Маданият Тарых Тил, Музыка, ОшТВ, Пятница 2.0, K.MUZ, Хамелеон ТВ); количество общедоступных каналов в городах достигло 53. Каналы ТНТ-Азия и Sony Channel уже больше не существуют. Полное отключение аналогового вещания произошло 15 мая 2017 года.
Узбекистан
В 2009 году был образован оператор наземного цифрового вещания UZDIGITAL TV, учредителями которого являются Центр радиосвязи, радиовещания и телевидения (ГУП ЦРРТ) и открытый акционерно-коммерческий банк «Алокабанк».
В 2010 году в Ташкенте было запущено цифровое телевидение c использованием стандарта наземного вещания DVB-T на 42-м (642 000 Khz), 41-м (634 000 Khz), 37-м (602 000 Khz) и 29-м (538 000 Khz) каналах. Полоса пропускания — 8 Mhz. Позже добавился и стандарт вещания DVB-T2 на 31-м (554 000 Khz) и 30-м (546 000 Khz) каналах. Вещание телеканалов ведётся с использованием формата сжатия MPEG-4 AVC. Коммерческое вещание ведётся с применением системы условного доступа Irdeto Cloaked CA.
На сегодняшний день в городе Ташкенте, Ташкентской, Ферганской, Андижанской, Наманганской, Бухарской, Самаркандской и Навоийских областях подключение UZDIGITAL TV производится на четыре пакета телеканалов. Каждый пакет телеканалов включает в себя национальные государственные и коммерческие телеканалы без абонентской платы. Среди них: «Эконом» (4 канала), «Стандарт» (13 каналов), «Микс» (31 канал), «Микс Т2» (44 канала). В остальных регионах, существует один тарифный план: «Пакет открытых телеканалов».
Кроме компании UZDIGITAL TV цифровое вещание в Узбекистане предоставляют также многие другие компании, среди них — Turon Telecom, ISTV, МТС, Sarkor Telecom и др.
По данным Министерства по развитию информационных технологий и коммуникаций Узбекистана, уровень охвата населения страны цифровым телевещанием достиг 100 процентов.
Согласно утвержденному графику поэтапного прекращения наземного аналогового телевещания в Республике Узбекистан, 15 июля 2018 года в Ташкенте было прекращено аналоговое телевещание, по всей территории Узбекистана аналоговое вещание будет отключено до 5 декабря 2018 года.
Ныне в Республике Узбекистан известны 44 канала собственного телевидения. Среди них есть государственные (общенациональные: Узбекистан, Ёшлар, Спорт, Наво, Кинотеатр, Боладжон, Дуньё Буйлаб, Маданият ва Марифат, Ойлавий, Махалля, Тошкент, ПЛЕЙ ТВ, Узбекистон 24; и региональные: Андижон, Бухоро, Фаргона, Джиззах, Наманган, Навои, Каракалпакстан, Кашкадарьё, Самарканд, Сирдарьё, Сурхандарьё, Тошкент, Хоразм) и частные (на государственном уровне: Миллий Жукрофия, Узрепорт ТВ, MY5, Миллий ТВ, Зур ТВ, FTV, BIZTV, Серимли ТВ; и региональном уровне: Самарканд ТВ, Рухсор ТВ, Мулокот ТВ, Маргилон ТВ, Истиклол ТВ, Джиззах ТВ, Ишонч ТВ, Насаф ТВ, Элликкала ТВ, Яслар ТВ.) 
Прекратили вещание каналы: ТВ1, ТВ2, ТТВ, STV, Shark televideniyesi, Kamalak TV, Futbol TV, Diyor, Forum TV, NTT, TVM, СофТС, 30-й канал, UzHD.
5 декабря 2018 года Узбекистан полностью перешёл на цифровое телевидение.
Таджикистан
В Таджикистане есть 15 государственных каналов (Точикистон, Сафина, Джахоннамо, Бахористон, Душанбе, Синамо, Варзиш, Футбол, Шахнавоз, Илм ва табиат, Сайёхи ва хунархои мардуми, Сугд, Хатлон, Кулоб, Бадахшон). Все республиканские каналы страны кроме областных уже переходили на цифровой передачи. Цифровизация областных каналов случилась в предыдущем 2024 году. 
Туркменистан
В Туркменистане наземного цифрового телевидения нет; зато есть вещание в HD-формате. Вещает 7 каналов туркменского телевидения: «Алтын Асыр», «Ашхабад», «Мирас», «Туркменистан», «Туркмен овазы», «Туркменистан Спорт», «Яшлык». Ранее туркменские каналы имели названия ТМТ-1, ТМТ-2, ТМТ-3 и ТМТ-4.

### Ближний Восток
В Израиле вещание под названием «Digital Terrestrial Television (DTT)» запущено 2 августа 2009 года. По состоянию на 2011 год можно было принимать 5 каналов. Вещание ведётся в формате MPEG-4.

### Китай
В 2020 году в Китае осуществлён полный переход с аналогового на цифровое телевидение.